# Jean-Simon Chaudron
Jean-Simon Chaudron (1758-1846), poeta, orfebre, y orador, fue uno de los fundadores de la malograda Colonia de Vino y Olivo, cerca de Demopolis. Pasó el último cuarto de siglo de su vida en Mobile.
Chaudron nació el 28 de octubre de 1758, en Vignery en la provincia de Champagne, Francia. Criado por un tío y una tía, fue aprendiz de orfebre en Suiza antes de regresar a Francia. Chaudron tuvo una asociación de por vida y dedicación a la Masonería. Las opiniones difieren sobre si fue real o sólo un miembro de honor de la célebre logia masónica Neuf Soeurs (Nueve Hermanas) de París, misma en la que Benjamín Franklin fue reportado como miembro.
En 1784, emigró a Haití, entonces una colonia francesa, y en 1791 se casó con Jeanne Geneviève Mélanie Stollenwerk, la hija de un colono. Se convierte en un hacendado y comerciante de éxito, a menudo en colaboración con su suegro. Se mudó a Filadelfia en el estallido de la revolución en Haití en 1793. En Estados Unidos, su tienda de trabajos de orfebrería en plata prosperó. Inicialmente hizo sociedad con Charles Billon en el periodo de 1795 a 1797, donde el trabajo de platería de Chaudron & Bilon Se volvió muy famoso. Más tarde el trabajo de plata, hecha en su mayoría con ayuda del emigrante de Baviera, Anthony Rasch, sigue siendo valorado hoy en día, operó bajo la asociación Chaudron's & Rasch desde 1809 a 1812, y algunas piezas residen en varios museos. Con todo ese éxito en la orfebrería Chaudron se hizo dueño de algunas tierras en Estados Unidos, dueño de dos casas de campo donde se realizó un retrato pintado por el renombrado artista Rembrandt Peale, que se conserva en la Biblioteca Pública de Nueva York.
Chaudron además editó el diario L'Abeille Americaine (Abeja de América), en la que publica varios artículos promoviendo soluciones al problema de los exiliados franceses en Alabama, y fue el primer Orador y Maestro de la Logia Masónica N º 73 de Filadelfia.
El escrito más conocido de Chaudron es su "Oración Fúnebre al Hermano George Washington", un elogio a su colega Mason y el primer presidente de los EE. UU. emitido en 1800. Sus poemas se caracterizan en parte por su intenso patriotismo hacia Francia y los Estados Unidos. En una serie de poemas chauvinistas cargados de alusiones y comparaciones clásicas, Chaudron alaba al emperador francés Napoleón Bonaparte tanto como elogia a Washington, Thomas Jefferson y a su posible conocido Benjamín Franklin, mientras denunciaba a los Británicos. Dedicó sus letras a la igualdad, Chaudron deploró la esclavitud. Su verso también reflejó su odio por la posición privilegiada reclamada por monarcas y sacerdotes.
La familia Chaudron compró 880 acres de tierra que el Congreso estadounidense asignó en Alabama a los exiliados franceses en 1817 como la parte de la malograda Colonia de Vino y Olivo centrado en Demopolis. En un poema sobre la Colonia de Vino y Olivo, " Le Chên ê et le Laurier, " impulsa la cooperación entre los expatriados de clases diferentes; agricultores y veteranos militares, afirma además que tienen mucho que ofrecer mutuamente. Chaudron pronto dejó de cultivar la tierra. Los problemas de vista, posiblemente cataratas, lo incitaron a moverse a Mobile, donde se entretiene visitando al Marqués de Lafayette en 1825.
Chaudron muere en Mobile el 28 de octubre de 1846, y es enterrado en el Cementerio Church Street Graveyard con su esposa. En Alabama, era conocido como "el poeta ciego del cañaveral."

## Obra
- Poésies Choisies de Jean-Simon Chaudron suivies de l'Oraison Funèbre de Washington, con introducción de J.M de L.... Paris: Delanchy, 1841.